# Nationalbank Georgiens
Die Nationalbank Georgiens (georgisch საქართველოს ეროვნული ბანკი, Sakartvelos Erovnuli Bank’i) ist die Zentralbank Georgiens. Sie wurde ursprünglich 1919 gegründet und besteht in ihrer jetzigen Form seit der Unabhängigkeit Georgiens von der Sowjetunion im Jahr 1991. Ihren Sitz hat die Bank in der Hauptstadt Tiflis. Der Verfassung Georgiens zufolge ist die Nationalbank für die Preisstabilität im Land verantwortlich.

## Geschichte
Die Nationalbank wurde erstmals 1919 als Zentralbank der ersten kurzlebigen Republik in Georgien gegründet, bevor sie am 25. Februar 1921 nach der Machtübernahme der Kommunisten aufgelöst wurde. Nach der Unabhängigkeit 1991 wurde die Bank wiedergegründet und erhielt im Oktober desselben Jahres ihren ersten Gouverneur seit 1921.
Die Etablierung der Nationalbank hatte jedoch einige Schwächen, da die Unabhängigkeit der Nationalbank nicht explizit in den Gesetzen festgeschrieben wurde, was zu einer starken Einflussnahme des Präsidenten und des Parlaments auf die Geschäfte der Nationalbank zur Folge hatte. Darüber hinaus wurden auch die Tätigkeiten der Nationalbank nicht explizit festgehalten. Zum einen wurde die Nationalbank mit der Stabilisierung des Preisniveaus beauftragt, zum anderen jedoch auch mit der Ankurbelung der heimischen Wirtschaft. Dieser Widerspruch führte laut Nationalbank dazu, dass keine effektiven Währungsstrategien etabliert werden konnten.
Erst im April 1993 wechselte Georgien vom Rubel auf die eigene Währung, den Lari, als Russland die Versorgung Georgiens mit dem Rubel beendete. Ab dem 25. Mai 1994 erhielten Banken in Georgien neue Vorgaben für das gesetzlich vorgeschriebene Kapital, was zu einer allmählich steigenden Kapitalisierung im Bankensektor Georgiens führte.
In ihrer heutigen Form ist die Nationalbank nur noch dem Parlament Georgiens gegenüber verantwortlich.

### Präsidenten der Nationalbank
- Anmerkung: Namen der Präsidenten in der Transkription ins Englische

| Präsident           | Amtszeit                     |
| ------------------- | ---------------------------- |
| Gia Topuria         | Oktober 1991 – Jänner 1992   |
| Vazha Djindjikhadze | Jänner 1992 – März 1992      |
| Nodar Kakulia       | April 1992 – November 1992   |
| Demur Dvalishvili   | November 1992 – Oktober 1993 |
| Nodar Javakhishvili | Oktober 1993 – März 1998     |
| Irakli Managadze    | März 1998 – März 2005        |
| Roman Gotsiridze    | März 2005 – Oktober 2007     |
| David Amaglobeli    | Oktober 2007 – Februar 2009  |
| Giorgi Kadagidze    | Februar 2009 – Februar 2016  |
| Koba Gvenetadze     | seit März 2016               |